# Brianne Howey
Brianne Howey, née le 24 mai 1989 à La Cañada Flintridge, en Californie, est une actrice américaine.
Elle apparaît notamment dans les séries L'Exorciste (2016), The Passage (2019) et Batwoman (2019). Elle se fait connaître, du grand public, par le rôle de Georgia Miller, qu'elle incarne dans la série télévisée Ginny et Georgia, depuis 2021.

## Biographie
Née à La Cañada Flintridge en 1989, Brianne Howey est la fille aînée de Mary Colleen Braun (27 juillet 1967 - 5 janvier 2011), cofondatrice de la société Condol International, et de Donald William Howey (né en juin 1962). Elle a une sœur cadette, Cailan Howey (née en décembre 1994), avec qui elle a grandi à Pasadena. Ses parents divorcent lorsqu'elle est enfant, puis elle voyage souvent avec sa mère et sa sœur Cailan en Asie-Pacifique, en Australie et Nouvelle-Zélande pour des besoins professionnels. Sa mère se remarie à Michael John Behrman, avec qui elle a un fils, Daniel Behrman (né en 2006). La famille s'installe en Caroline du Nord en 2005. En janvier 2011, Mary Colleen Braun demande le divorce, puis décède des suites d'une leucémie. Son père, de son côté, se remarie à Hong Cam Howey (née en décembre 1975), avec qui il a deux enfants : Preston William Howey (né en juin 2002) et Morgan Elizabeth Howey (née en 2004). 
Brianne Howey fréquente une école secondaire catholique pour filles de Pasadena, où elle joint l'équipe d'improvisation.
Elle fréquente par la suite la Tisch School of the Arts en théâtre. À cette époque, elle fait également des apparitions dans quelques courts-métrages.

### Carrière
En 2010, elle fait ses débuts dans 90210,, puis joue dans Twisted Tales en 2013. L'année suivante, elle joue le rôle de "Candy" dans Comment tuer son boss 2.
En 2015, elle  déménage à Londres afin de jouer dans  I Live with Models. En 2016, elle joue dans L'Exorciste, où elle tient le rôle de la sœur de la possédée (jouée par Hannah Kasulka).
Le 13 aout 2019, elle décroche le rôle principal de la série télévisée Ginny & Georgia aux cotés d'Antonia Gentry. La première saison sort sur Netflix le 24 février 2021 et est très bien reçue par la critique. Le 19 avril 2021, Netflix a annoncé que 52 millions d'abonnés ont regardé la première saison de la série pendant les 28 premiers jours après sa sortie.

### Vie privée
Le 24 juillet 2021, elle  se marie avec Matt Ziering, un avocat américain et compagnon depuis 2014.
En mars 2023, l'actrice annonce sur ses réseaux sociaux être enceinte de leur premier enfant. Le 18 juin 2023, l'actrice annonce avoir accouché d'une petite fille.

## Filmographie

### Cinéma

#### Longs métrages
- 2014 : Comment tuer son boss 2 (Horrible Bosses 2) de Sean Anders : Candy
- 2014 : ETXR de Trevor Sands : Cece
- 2016 : Viral de Ariel Schulman et Henry Joost : Tara Dannelly
- 2016 : XOXO : Carpe Diem (XOXO) de Christopher Louie : Darla
- 2016 : Super Novas de Anthony Meindl : Tiffany
- 2017 : Time Trap de Mark Dennis et Ben Foster : Jackie
- 2018 : Little Bitches de Nick Kreiss : Sarah Richter
- 2019 : On sera deux ! (Plus One) de Jeff Chan et Andrew Rhymer : Jess Ramsey[14]
- 2024 : Dear Santa de Bobby Farrelly : Molly Turner
- 2025 : Baby Bluff de Tyler Spindel : Megan Taylor

#### Courts métrages
- 2008 : Suckerpunch de Jeff Chan : Jess Ramsey
- 2009 : Appropriate Sex de Shandor Garrison : Emily Givens
- 2010 : The Great Belle and Bill Slater de Seth Hagenstein : Belle Slater
- 2010 : Party Favors de Katie Silberman : Clare
- 2011 : Baby Ruth de Jeremy Reitz : Sandra Johnson
- 2013 : Backseat Driver d'Anthony Hays : La kidnappeuse
- 2014 : On Dangerous Heels de Seth Hagenstein : Lizzie
- 2015 : Fruit Detective d'Ellpetha Tsivicos et Zach Lasry : Brusselia Sprout
- 2016 : The Lonely Whale de Sophie Tabet : Une hipster du Coffee Shop
- 2017 : Show Business de Clark Duke : Ashlee

### Télévision

#### Séries télévisées
- 2010 : 90210 Beverly Hills : Nouvelle Génération : Stacey[6],[7]
- 2010 : NCIS : Enquêtes spéciales (NCIS) : une lycéenne
- 2011 - 2012 : The Middle : April
- 2012 : Revenge : Eve
- 2013 : Baby Daddy : Susie Kettle
- 2013 : Esprits criminels (Criminal Minds) : Heather Clarke
- 2013 : Twisted Tales : Susan
- 2013 : Red Scare : Audrey Stone
- 2014 : Hart of Dixie : Lulabelle
- 2014 : Twisted : Whitney Taylor
- 2014 : Playing House : Cecilia
- 2015 : Scream Queens : Melanie Dorkus
- 2015 : Hawaii 5-0 (Hawaii Five-0) : Lia
- 2015 - 2017 : I Live with Models : Scarlet
- 2016 : The Odd Couple : Allyson
- 2016 - 2017 : L'Exorciste (The Exorcist) : Kat Rance
- 2017 : I'm Dying Up Here : Kay
- 2019 : The Passage : Shauna Babcock
- 2019 - 2020 : Batwoman : Reagan
- 2019 - 2022 : Dollface : Alison B.
- Depuis 2021 : Ginny & Georgia : Georgia Miller